# Double (Album)
double - 50 years in jazz ist eine 1997 erschienene Retrospektive des Werks von Coco Schumann in Form einer Doppel-CD, die Aufnahmen von 1947 bis 1997 umfasst. Schwerpunkte bilden sein erstes, 1952 in Australien erschienenes Album Rhythm Cocktail sowie eine Anzahl von für den Rundfunk produzierten Aufnahmen aus dem Berlin der 50er und 60er Jahre. Bei den Titeln handelt es sich fast ausschließlich um Instrumentalnummern, darunter diverse Jazzstandards und etliche Eigenkompositionen sowie einige private Liveaufnahmen aus Berlin.

## Musikstil
Als Jugendlicher kam Schumann während der Olympischen Sommerspiele 1936 in Berlin mit der zu diesem Anlass geduldeten Swingmusik in Berührung, erlernte zunächst Schlagzeug und entdeckte dann die Gitarre für sich. Nach dem Krieg war Schumann einer der ersten Besitzer einer E-Gitarre in Deutschland, deren Tonabnehmer 1946/47 von Wenzel und Roger Rossmeisl aus Teilen von Wehrmachtskopfhörern konstruiert worden war. Die elektrische Gitarre blieb sein Markenzeichen bis heute. 1954 aus Australien nach Berlin zurückgekehrt, nahm er, stilistisch wandlungsfähig, Modeerscheinungen der Zeit wie lateinamerikanische Rhythmen an und spielte in den 1970er Jahren auch auf Kreuzfahrtschiffen und Tanzveranstaltungen. Nach einer Pause kehrte er 1990 mit einer Trio-Formation zum klassischen Jazz zurück.

## Entstehung
Als Kalle Laar, Herausgeber beim Trikont-Verlag, Schumann 1996 ein Belegexemplar der zweiten La-Paloma-Kompilation, auf der Schumann vertreten ist, überreichte, lud dieser ihn in sein privates Archiv ein, wo sich auch Exemplare der 1952 noch neuartigen Vinylschallplatte aus Australien sowie einer Single und zahlreiche Schellackplatten und Rundfunk-Studiobänder fanden. Hieraus stellten die beiden die vorliegende CD zusammen.

## Besetzungen
Australien
- Coco Schumann (Gitarre)
- Adriano Giusti (Akkordeon, Klarinette)
- Ron Loughhead (Klavier, Vibraphon)
- Charlie Blott (Schlagzeug)
- Trev. Torrens (Bass)

Berlin
- Coco Schumann (Gitarre)
- Wolfgang Kunze (Bass, Gesang)
- Günter Mazer (Schlagzeug)
- Rolf Sztuka (Klavier, Orgel)

Berlin 1990er
- Coco Schumann (Gitarre)
- Wolfgang Köhler (Klavier)
- Micky Bahner (Bass)
- Horst Sommer (Schlagzeug)

## Titelliste
1. Exotique 1963 (Schumann) - 3:06
2. Just Friends (Klenner/Lewis) - 2:46
3. Helmi’s Bebop Nr. 1 (Zacharias) - 2:00
4. Helmi’s Bebop Nr. 2 - 2:28
5. Helmi’s Bebop Nr. 3 - 2:30
6. Always (Berlin) - 2:32
7. Two Sleepy People (Carmichael/Loesser) - 3:02
8. Minuet (Boccherini, arr. Schumann) - 3:26
9. Mean to Me (Ahlert) - 3:35
10. So schön wie heut’ (Schumann) - 2:24
11. Stripper Blues I (Schumann) - 2:57
12. Caravan (Ellington/Tizol) - 2:59; mit Toots Thielemanns
13. El Sombrero (Schumann) - 2:34
14. Taverna del Corsare (Schumann) - 2:48
15. Meine Gitarre erzählt (Schumann) - 2:47
16. Träumerei (Rosenow) - 2:27
17. Bahama Trip (Schumann) - 2:08
18. Liebling was wird nun aus uns beiden (Schumann) - 2:30
19. Summertime (Gershwin/Heyward) - 2:56
20. Ghettoswingers: Bei mir bist du schön (Secunda) - 1:30

1. North-West Passage (Morris) 2:12
2. Sur le pont - 2:33
3. What Is This Thing Called Love (Porter) - 2:57
4. Nuages (Reinhardt) - 2:32
5. Let’s Fall in Love (Arlen/Silvers) - 2:55
6. Ausgerechnet heute abend - 4:36
7. Shishkebab - 3:14
8. Moskauer Nächte (Solodow-Sedoi) - 3:59
9. Brazil (Barroso) - 3:55
10. Cafe Mexicana (Schumann) - 3:03
11. Westwind (Schumann) - 2:31
12. Senorita de la mambo (Schumann) - 2:33
13. Stripper Blues II (Schumann) - 8:06
14. There’ll Never Be Another You (Warren / Gordon) - 2:45
15. Autumn Leaves (Kosma) - 4:23
16. Exotique 1996 (Schumann) - 6:05
17. Here’s That Rainy Day (Van Heusen) - 4:02